# Überleitstelle

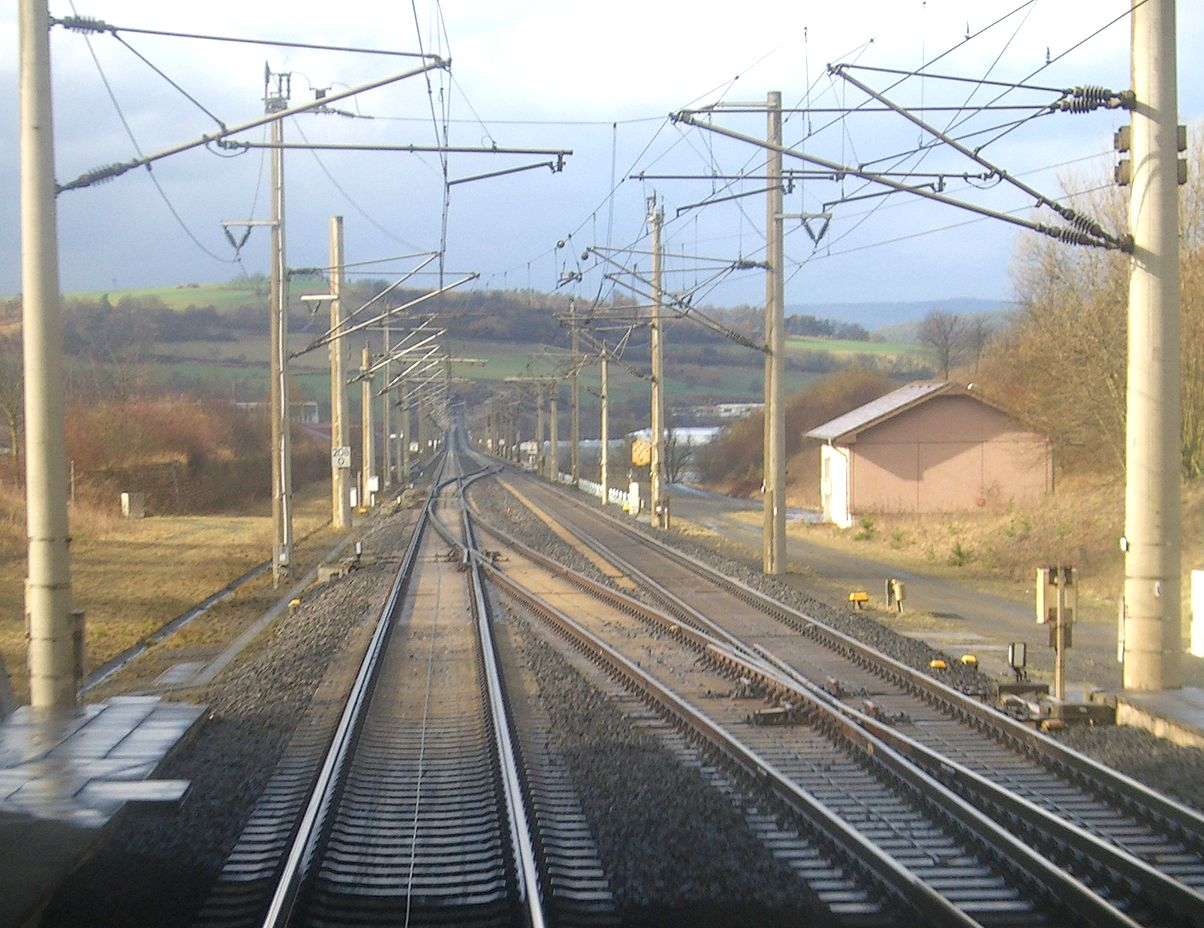
Überleitstelle Richthof zwischen den Bahnhöfen Kirchheim und Langenschwarz auf der Schnellfahrstrecke Hannover–Würzburg

Eine Überleitstelle (Abkürzung Üst) ist eine Betriebsstelle mit Weichen auf der zweigleisigen freien Strecke einer Eisenbahn, wo Züge vom einen auf das andere Streckengleis geleitet werden können. Sie ist zugleich eine Blockstelle. Überleitstellen erleichtern den Betrieb bei Störungen, Verspätungen oder Sperrungen eines der Streckengleise.
Eine Überleitstelle kann auch den Übergang zwischen ein- und zweigleisigen Strecken darstellen, aber meistens ist ein Bahnhof der Übergangspunkt.
Der Begriff Überleitstelle wird in Deutschland und Österreich verwendet, in der deutschsprachigen Schweiz dagegen der Begriff Spurwechsel.

## Definition in Deutschland
Aus der in Deutschland gültigen Definition, gemäß der eine Eisenbahnstrecke ausschließlich eingleisig oder zweigleisig sein kann, ergibt sich, dass Züge an einer Überleitstelle von einem Gleis eines ein- oder zweigleisigen Streckenabschnitts auf ein anderes Gleis eines zweigleisigen Abschnitts derselben Strecke übergehen können. Je nach eingerichteter Sicherungstechnik kann dieses andere Gleis ausnahmsweise oder regelmäßig entgegen der gewöhnlichen Fahrtrichtung befahren werden. Heute erlauben zweigleisige Strecken zunehmend den flexiblen Wechsel der Fahrtrichtung (Gleiswechselbetrieb).
Der betriebliche Begriff der Überleitstelle als einfache Form einer Abzweigstelle ist in Deutschland erst mit dem Bau der Schnellfahrstrecken entstanden. Es gab zwar bereits vorher Betriebsstellen, an denen Züge lediglich auf ein anderes Gleis derselben Strecke übergehen konnten, doch waren sie in der Bezeichnung Abzweigstelle mit inbegriffen. Die Definition der Überleitstelle wurde 1991 in § 4 der Eisenbahn-Bau- und Betriebsordnung (EBO) aufgenommen. Auch weiterhin können Abzweigstellen und Bahnhöfe zum Übergang zwischen Streckengleisen verwendet werden.
Zum 1. Januar 2021 trat bei DB Netz eine Weisung in Kraft, wonach bei Aus- und Neubauprojekten eine umfassende Ausrüstung für den Gleiswechselbetrieb erforderlich ist. Unter anderem durch zusätzliche Überleitverbindungen soll damit die Betriebsführung bei Störungen oder Verspätungen erleichtert und das Personal entlastet werden.

## Definition in der Schweiz
In der Schweiz ist dieser Ausdruck nicht gebräuchlich. Hier wird in den Fahrdienstvorschriften der Ausdruck Spurwechselstelle (französisch poste à diagonales d’échange, italienisch posto di cambio di binario) verwendet. Vereinfachend und im mündlichen Sprachgebrauch ist meist von Spurwechsel (französisch diagonale d’échange, italienisch cambio di binario) die Rede.

## Aufbau
Eine Überleitstelle benötigt mindestens eine Weiche. Bei zweigleisigen Strecken sind einfache oder doppelte Gleiswechsel verbreitet, wobei jeder Gleiswechsel aus zwei Weichen und einem Zwischenstück besteht.

### Doppelte Überleitstellen

Beispiel für eine Überleitstelle mit vier Weichen und vier Blocksignalen an einer zweigleisigen Strecke; die Anordnung der beiden Gleiswechsel ergibt ein Weichentrapez

Am üblichsten sind sogenannte Weichentrapeze, die mit vier Weichen und den eingeschlossenen Gleisen der Strecke die Form eines Trapezes ergeben. Sehr oft – aber nicht zwingend – werden die Weichen und Blocksignale einer Überleitstelle von einem Zentralstellwerk ferngestellt oder ferngesteuert.

#### Gekreuzte Überleitstellen
Statt in Form eines Weichentrapezes können Überleitstellen als Weichenkreuz (gekreuzte Überleitstelle, gekreuzte Weichenverbindung) gebaut werden. Betriebsmäßig ergeben sich die gleichen Möglichkeiten zum Gleiswechsel.
Wegen der erforderlichen langen Schwellen, der nahe beieinanderliegenden Herzstücke, insbesondere bei nicht aufgeweitetem Gleisabstand, und der daraus resultierenden Sonderbauteile sind Aufbau und Unterhaltung aufwändiger. Derartige Gleiskonstruktionen mit innenliegender Steilkreuzung im abzweigenden Strang sind in der Regel nur mit 40 km/h befahrbar. Zudem stören die Fahrkantenunterbrechungen in der Kreuzung die Laufruhe und damit den Fahrkomfort. Daher werden sie nur dort eingebaut, wo aufgrund der Platzverhältnisse andere Lösungen nicht möglich sind, z. B. innerhalb von Bahnhöfen oder in U-Bahn-Netzen, beispielsweise zur Anbindung von Kehranlagen, aber sehr selten auf freier Strecke.

## Liste von Überleitstellen

### Deutschland
Im Folgenden eine Liste von Überleitstellen auf deutschen Schnellfahrstrecken mit der Angabe der maximalen Geschwindigkeit. Die Daten sind aus dem Projekt OpenRailwayMap entnommen.
| Strecke                                      | Name der Überleitstelle   | Geschwindigkeit im geraden Strang | Geschwindigkeit im abzweigenden Strang | Bemerkung |
| -------------------------------------------- | ------------------------- | --------------------------------- | -------------------------------------- | --- |
| Schnellfahrstrecke Hannover–Würzburg (1733)  | Laatzen Ritterkamp        | 250 km/h                          | 100 km/h                               | |
| Schnellfahrstrecke Hannover–Würzburg (1733)  | Diekholzen                | 280 km/h                          | 130 km/h                               | |
| Schnellfahrstrecke Hannover–Würzburg (1733)  | Netze                     | 280 km/h                          | 100 km/h                               | |
| Schnellfahrstrecke Hannover–Würzburg (1733)  | Gehrenrode                | 280 km/h                          | 100 km/h                               | |
| Schnellfahrstrecke Hannover–Würzburg (1733)  | Ahlshausen                | 280 km/h                          | 130 km/h                               | |
| Schnellfahrstrecke Hannover–Würzburg (1733)  | Lippoldshausen            | 280 km/h                          | 100 km/h                               | |
| Schnellfahrstrecke Hannover–Würzburg (1733)  | Hann. Münden Kattenbühl   | 250 km/h                          | 100 km/h                               | Überleitstelle befindet sich im Mündener Tunnel                                                                       |
| Schnellfahrstrecke Hannover–Würzburg (1733)  | Lutterberg                | 250 km/h                          | 100 km/h                               | Überleitstelle befindet sich im Mündener Tunnel, Richtung Kassel nur 210 km/h im geraden Strang                       |
| Schnellfahrstrecke Hannover–Würzburg (1733)  | Kassel-Keilsberg          | 250 km/h                          | 100 km/h                               | |
| Schnellfahrstrecke Hannover–Würzburg (1733)  | Dörnhagen Schwarzenbach   | 250 km/h                          | 100 km/h                               | |
| Schnellfahrstrecke Hannover–Würzburg (1733)  | Heina Wildsberg           | 250 km/h                          | 100 km/h                               | Überleitstelle befindet sich im Wildsbergtunnel                                                                       |
| Schnellfahrstrecke Hannover–Würzburg (1733)  | Mühlbach                  | 280 km/h                          | 100 km/h                               | |
| Schnellfahrstrecke Hannover–Würzburg (1733)  | Hattenbach                | 250 km/h                          | 100 km/h                               | Überleitstelle befindet sich im Kirchheimtunnel                                                                       |
| Schnellfahrstrecke Hannover–Würzburg (1733)  | Niederaula-Solms Richthof | 280 km/h                          | 130 km/h                               | |
| Schnellfahrstrecke Hannover–Würzburg (1733)  | Michelsrombach            | 280 km/h                          | 100 km/h                               | |
| Schnellfahrstrecke Hannover–Würzburg (1733)  | Dietershan                | 250 km/h                          | 100 km/h                               | Überleitstelle befindet sich im Dietershantunnel                                                                      |
| Schnellfahrstrecke Hannover–Würzburg (1733)  | Neuhof Hartberg           | 280 km/h                          | 100 km/h                               | |
| Schnellfahrstrecke Hannover–Würzburg (1733)  | Kalbach Landrücken Nord   | 250 km/h                          | 130 km/h                               | Überleitstelle befindet sich im Landrückentunnel                                                                      |
| Schnellfahrstrecke Hannover–Würzburg (1733)  | Sinntal Landrücken Süd    | 250 km/h                          | 100 km/h                               | Überleitstelle befindet sich im Landrückentunnel                                                                      |
| Schnellfahrstrecke Hannover–Würzburg (1733)  | Altengronau               | 280 km/h                          | 100 km/h                               | |
| Schnellfahrstrecke Hannover–Würzburg (1733)  | Dittenbrunn               | 280 km/h                          | 130 km/h                               | |
| Schnellfahrstrecke Hannover–Würzburg (1733)  | Gemünden Mühlberg         | 250 km/h                          | 130 km/h                               | Überleitstelle befindet sich im Mühlbergtunnel                                                                        |
| Schnellfahrstrecke Hannover–Würzburg (1733)  | Zellingen Hohe Wart       | 280 km/h                          | 130 km/h                               | |
| Schnellfahrstrecke Hannover–Würzburg (1733)  | Leinach Espenloh          | 250 km/h                          | 130 km/h                               | Überleitstelle befindet sich im Espenlohtunnel                                                                        |
| Schnellfahrstrecke Hannover–Würzburg (1733)  | Margetshöchheim Neuberg   | 250 km/h                          | 100 km/h                               | Richtung Würzburg nur 230 km/h im geraden Strang                                                                      |
| Schnellfahrstrecke Köln–Rhein/Main (2690)    | Willroth                  | 300 km/h                          | 130 km/h                               | |
| Schnellfahrstrecke Köln–Rhein/Main (2690)    | Lindenholzhausen          | 300 km/h                          | 130 km/h                               | direkt angrenzend zum Bahnhof Limburg Süd, nur einseitige Verbindung vom Regelgleis ins Gegengleis Richtung Frankfurt |
| Schnellfahrstrecke Köln–Rhein/Main (2690)    | Idstein                   | 300 km/h                          | 130 km/h                               | |
| Schnellfahrstrecke Mannheim–Stuttgart (4080) | Mannheim-Pfingstberg      | 190 km/h                          | 100 km/h                               | Überleitstelle befindet sich im Pfingstbergtunnel                                                                     |
| Schnellfahrstrecke Mannheim–Stuttgart (4080) | Schwetzingen Brühler Weg  | 280 km/h                          | 130 km/h                               | |
| Schnellfahrstrecke Mannheim–Stuttgart (4080) | Oberhausen                | 280 km/h                          | 130 km/h                               | |
| Schnellfahrstrecke Mannheim–Stuttgart (4080) | Waghäusel Lußhardt        | 280 km/h                          | 90 km/h                                | Überleitstelle befindet sich in einem langen Gleisbogen                                                               |
| Schnellfahrstrecke Mannheim–Stuttgart (4080) | Forst                     | 280 km/h                          | 130 km/h                               | |
| Schnellfahrstrecke Mannheim–Stuttgart (4080) | Bruchsal Eisenhut         | 250 km/h                          | 130 km/h                               | Überleitstelle befindet sich im Rollenbergtunnel                                                                      |
| Schnellfahrstrecke Mannheim–Stuttgart (4080) | Freudenstein              | 250 km/h                          | 100 km/h                               | Überleitstelle befindet sich im Freudensteintunnel                                                                    |
| Schnellfahrstrecke Mannheim–Stuttgart (4080) | Sternenfels Mettertal     | 280 km/h                          | 130 km/h                               | |
| Schnellfahrstrecke Mannheim–Stuttgart (4080) | Markgröningen Glems       | 280 km/h                          | 100 km/h                               | |
| Schnellfahrstrecke Mannheim–Stuttgart (4080) | Stuttgart Langes Feld     | 180 km/h                          | 100 km/h                               | Überleitstelle befindet sich im Tunnel Langes Feld                                                                    |
| Schnellfahrstrecke Stuttgart–Ulm (4813)      | Nabern                    | 250 km/h                          | 160 km/h                               | In Richtung Wendlingen vom Gegengleis ins Regelgleis nur mit 130 km/h                                                 |
| Schnellfahrstrecke Stuttgart–Ulm (4813)      | Merklingen-Widderstall    | 250 km/h                          | 160 km/h                               | in Richtung Merklingen vom Gegengleis ins Regelgleis nur mit 130 km/h                                                 |
| Schnellfahrstrecke Erfurt–Nürnberg (5919)    | Massetal                  | 300 km/h                          | 130 km/h                               | |
| Schnellfahrstrecke Hannover–Berlin (6185)    | Gardelegen                | 250 km/h                          | 160 km/h                               | schnellste beidseitige Überleitstelle in Deutschland                                                                  |